# SummerSlam (2015)
SummerSlam (2015) là một sự kiện pay-per-view đấu vật chuyên nghiệp và sự kiện của WWE Network sản xuất bởi WWE, diễn ra ngày 23 tháng 8 năm 2015, tại Barclays Center ở Brooklyn, New York. Là sự kiện thứ 28 trong chuỗi sự kiện SummerSlam, đây là sự kiện đầu tiên kể từ năm 2008 được tổ chức bên ngoài Los Angeles vì Trung tâm Staples là chủ nhà độc quyền của SummerSlam từ năm 2009 đến năm 2014, và là SummerSlam thứ 8 tổ chức ở New York metropolitan area. Izod Center ban đầu được lựa chọn để tổ chức SummerSlam, nhưng vì đóng cửa vào tháng 4 năm 2015, sự kiện được chuyển sang Barclays Center. Đây là sự kiện đầu tiên trong chuỗi SummerSlam có chiều dài 4 tiếng, chiều dài trước đây chỉ để dành cho WrestleMania.
Sự kiện của đêm tiếp theo được xem là "triple-header" tại Barclays Center, với việc NXT TakeOver: Brooklyn diễn ra đêm hôm trước, và Raw vào đêm hôm sau. Có 10 trận đấu diễn ra ở sự kiện, with no pre-show. Trong sự kiện chính, The Undertaker đánh bại Brock Lesnar trong trận đấu gây tranh cãi; Lesnar đưa Undertaker vào Kimura lock và người giữ chuông đánh chuông sau khi thấy Undertaker có vẻ như muốn đập tay, nhưng vì trọng tài chưa thấy sự đập tay và chưa bao giờ dừng trận đấu, nên trận đấu được tiếp tục. Sự rối loạn giúp Undertaker gây Lesnar bất ngờ với đòn low blow trước khi khóa anh vào Hell's Gate, khiến Lesnar bất tỉnh và giúp Undertaker thắng cuộc.

## Kết quả
| #                                           | Kết quả | Thể loại                                                                                                 | Thời gian |
| ------------------------------------------- | --- | --- | --------- |
| 1                                           | Sheamus đánh bại Randy Orton | Trận đấu đơn                                                                                             | 12:28     |
| 2                                           | The New Day (Big E và Kofi Kingston) (cùng với Xavier Woods) đánh bại The Prime Time Players (Darren Young và Titus O'Neil) (c), Los Matadores (Diego và Fernando) (cùng với El Torito) và The Lucha Dragons (Kalisto và Sin Cara) | Trận đấu đồng đội Fatal 4-Way tranh đai WWE Tag Team Championship                                        | 11:20     |
| 3                                           | Dolph Ziggler (cùng với Lana) vs. Rusev (cùng với Summer Rae) kết thúc sau đếm ngược đúp | Trận đấu đơn                                                                                             | 11:50     |
| 4                                           | Neville và Stephen Amell đánh bại King Barrett và Stardust | Trận đấu đồng đội                                                                                        | 7:35      |
| 5                                           | Ryback (c) đánh bại Big Show và The Miz | Trận đấu Triple Threat tranh đai WWE Intercontinental Championship                                       | 5:33      |
| 6                                           | Dean Ambrose và Roman Reigns đánh bại The Wyatt Family (Bray Wyatt và Luke Harper) | Trận đấu đồng đội                                                                                        | 10:55     |
| 7                                           | Seth Rollins (WWE World Heavyweight Champion) đánh bại John Cena (U.S. Champion) | Trận đấu "Được ăn cả ngã về không" giành hai đai WWE World Heavyweight và WWE United States Championship | 19:44     |
| 8                                           | Team PCB (Becky Lynch, Charlotte, và Paige) đánh bại Team B.A.D. (Naomi, Sasha Banks, và Tamina) và Team Bella (Alicia Fox, Brie Bella, và Nikki Bella)                                                                            | Three-team elimination match                                                                             | 15:20     |
| 9                                           | Kevin Owens đánh bại Cesaro | Trận đấu đơn                                                                                             | 14:18     |
| 10                                          | The Undertaker đánh bại Brock Lesnar (cùng với Paul Heyman) bằng đòn khóa technical | Trận đấu đơn                                                                                             | 17:50     |
| - (c) – chỉ người vô địch bước vào trận đấu | | |           |

Trận đấu loại
| Thứ tự loại | Đội         | Bị loại bởi | Hình thức loại                   | Thời gian |
| ----------- | ----------- | ----------- | -------------------------------- | --------- |
| 1           | Team B.A.D. | Team Bella  | Tamina bị đè bởi Brie Bella      | 6:17      |
| 2           | Team Bella  | Team PCB    | Brie Bella bị đè bởi Becky Lynch | 15:18     |
| Thắng cuộc  | Team PCB    | —           | —                                | 15:18     |